# 劉玘 (正統進士)
劉玘（1414年—？），字仲玉，陝西西安府涇陽縣人，軍籍。明朝政治人物。進士出身。

## 生平
陝西鄉試第二十二名。正統七年（1442年）壬戌科會試第一百四十五名，殿試登進士第三甲第八十四名。

## 家族
曾祖父劉宗，曾任元膚施縣學教諭。祖父劉真。父亲劉勝。